# 지족목
지족목(指足目, Dactylopodida)은 플라벨리나아강에 속하는 아메바류의 목이다.

## 하위 과
- 뿔아메바과 (Paramoebidae)
  - 코로트네벨라속 (Korotnevella)
  - 뿔아메바속 (Mayorella)
  - 파라아메바속 (Paramoeba)
- 벡실리페라과 (Vexilliferidae)
  - 네오파라아메바속 (Neoparamoeba)
  - 벡실리페라속 (Vexillifera)